# Nelson Leirner
 Nelson Leirner (* 16. Januar 1932 in São Paulo; † 7. März 2020 in Rio de Janeiro) war ein brasilianischer Zeichner, Maler, Bühnenbildner und Lehrer.

## Leben und Werk
Leirner wurde als Sohn der Bildhauerin Felícia Leirner und dem Direktor des Museums für Moderne Kunst von São Paulo Isai Leirner geboren und ist der Bruder der Malerin Giselda Leirner. Von 1947 bis 1952 studierte er in Massachusetts am Lowell Technological Institute Textilingenieur, von 1956 bis 1958 studierte er in São Paulo Bildende Kunst bei Joan Ponc und Samson Flexor. 1961 nahm er als Bühnenbildner an der 3. Biennale der bildenden Künste des Theaters teil. 1966 gründete er mit Wesley Duke Lee (1931), Geraldo de Barros (1923–1998), Carlos Fajardo (1941), José Resende (1945) und Frederico Nasser (1945) die Rex-Gruppe. Die Gruppe beschäftigte sich mit Problemen wie den Beziehungen zwischen Kunst, Markt, Institutionen und der Öffentlichkeit. 1967 veranstaltete er die Exposição-Não-Exposição, die Abschlussveranstaltung der Aktivitäten der Gruppe, bei der er seine eigenen Werke kostenlos der Öffentlichkeit anbot. Er schickte im selben Jahr ein ausgestopftes Schwein zum 4. Salon für moderne Kunst in Brasília und fragte öffentlich durch das Jornal da Tarde nach den Kriterien, nach denen die Jury die Arbeit akzeptiert. 1969 schloss er aus politischen Gründen sein Sonderzimmer auf der 10. Internationalen Biennale von São Paulo und lehnte ab 1971 weitere Einladungen zur Biennale ab. 1974 stellte er die Serie The Animal Rebellion aus, mit Werken, die das Militärregime stark kritisieren, wofür er von der Associação Paulista de Críticos de Arte (APCA) als bester Zeichner gewürdigt wurde. Von 1977 bis 1997 unterrichtete er an der Fundação Armando Alvares Penteado (FAAP) in São Paulo. 1997 zog er nach Rio de Janeiro.

## Einzelausstellungen (Auswahl)
Seit 1960 hatte er neben Gemeinschaftsausstellungen eine Vielzahl von Einzelausstellungen in São Paulo und Rio de Janeiro, von denen hier nur einige wenige aufgeführt sind.
- 1960:  Galeria de Arte das Folhas, São Paulo
- 1961:   Galeria São Luís, São Paulo
- 1964:  Galeria Solarium, São Paulo
- 1965:  Museo de Arte Moderno, Buenos Aires
- 1974: University of Texas at Austin, University Art Museum
- 1974: Brazilian-American Cultural Institute, Washington DC
- 2003: Galerie Gabrielle Maubrie, Paris
- 2003: Culturgest, Porto
- 2004: Roebling Hall, New York City
- 2006: Graça Brandão, Lissabon
- 2007: Silvia Cintra Galeria de Arte, Rio de Janeiro
- 2008: Museu da Vale do Rio Doce, Vitória
- 2009:  Instituto Itaú Cultural, São Paulo
- 2010: Silvia Cintra Galeria de Arte, Rio de Janeiro

## Auszeichnungen
- 1998: Johnnie Walker Award für Bildende Kunst
- 2006:  ABCA Award.